# Liolaemus olongasta
Liolaemus olongasta este o specie de șopârle din genul Liolaemus, familia Tropiduridae, descrisă de Etheridge 1993. A fost clasificată de IUCN ca specie cu risc scăzut. Conform Catalogue of Life specia Liolaemus olongasta nu are subspecii cunoscute.